# ديريا يانيك
ديريا يانيك (بالتركية: Derya Yanık)‏ محاميّة وسياسيّة تركية، عينها رجب طيب أردوغان وزير الأسرة والخدمات الاجتماعية منذ 21 أبريل 2021.